# Scherma ai Giochi della XXII Olimpiade
La scherma alle Olimpiadi estive del 1980 fu rappresentata da otto eventi. Le gare si disputarono dal 22 luglio al 31 luglio nel Complesso sportivo del Club Sportivo Centrale dell'Esercito (nella parte nord-ovest di Mosca).

## Eventi
| Arma     | Uomini      | Uomini    | Donne       | Donne     | Totale |
| Arma     | Individuale | A squadre | Individuale | A squadre | Totale |
| -------- | ----------- | --------- | ----------- | --------- | ------ |
| Spada    | ■           | ■         | N/D         | N/D       | 2      |
| Fioretto | ■           | ■         | ■           | ■         | 4      |
| Sciabola | ■           | ■         | N/D         | N/D       | 2      |
| Totale   | 3           | 3         | 1           | 1         | 8      |

## Podi

### Uomini
| Evento                          | Oro                                                                                     | Argento                                                                                               | Bronzo                                                                                                  |
| Spada                           |                                                                                         | | |
| Spada individuale (dettagli)    | Johan Harmenberg                                                                        | Ernő Kolczonay                                                                                        | Philippe Riboud                                                                                         |
| Spada a squadre (dettagli)      | Francia Philippe Boisse Hubert Gardas Philippe Riboud Patrick Picot Michel Salesse      | Polonia Andrzej Lis Mariusz Strzałka Leszek Swornowski Ludomir Chronowski Piotr Jabłkowski            | Unione Sovietica Ašot Karagjan Aleksandr Abušachmetov Aleksandr Možaev Boris Lukomskij Vladimir Smirnov |
| Fioretto                        |                                                                                         | | |
| Fioretto individuale (dettagli) | Vladimir Smirnov                                                                        | Pascal Jolyot                                                                                         | Aleksandr Roman'kov                                                                                     |
| Fioretto a squadre (dettagli)   | Francia Frédéric Pietruszka Didier Flament Pascal Jolyot Philippe Bonin Bruno Boscherie | Unione Sovietica Aleksandr Roman'kov Vladimir Smirnov Sabiržan Ruziev Ašot Karagjan Vladimir Lapickij | Polonia Adam Robak Bogusław Zych Lech Koziejowski Marian Sypniewski                                     |
| Sciabola                        |                                                                                         | | |
| Sciabola individuale (dettagli) | Viktor Krovopuskov                                                                      | Michail Burcev                                                                                        | Imre Gedővári                                                                                           |
| Sciabola a squadre (dettagli)   | Unione Sovietica Viktor Sidjak Vladimir Nazlymov Viktor Krovopuskov Michail Burcev      | Italia Mario Aldo Montano Michele Maffei Ferdinando Meglio Marco Romano                               | Ungheria Imre Gedővári Pál Gerevich Ferenc Hammang Rudolf Nébald György Nébald                          |

### Donne
| Evento                          | Oro | Argento                                                                                                   | Bronzo                                                                                            |
| Spada                           | | |                                                                                                   |
| Fioretto individuale (dettagli) | Pascale Trinquet-Hachin                                                                                            | Magda Maros                                                                                               | Barbara Wysoczańska                                                                               |
| Fioretto a squadre (dettagli)   | Francia Pascale Trinquet-Hachin Brigitte Latrille-Gaudin Christine Muzio Isabelle Boéri-Bégard Véronique Brouquier | Unione Sovietica Valentina Sidorova Nailja Giljazova Elena Novikova-Belova Irina Ušakova Larisa Cagaraeva | Ungheria Magda Maros Edit Kovács Ildikó Schwarczenberger-Tordasi Zsuzsanna Szőcs Gertrúd Stefanek |

## Medagliere
| Posizione | Paese            |   |   |   | Totale |
| --------- | ---------------- | - | - | - | ------ |
| 1         | Francia          | 4 | 1 | 1 | 6      |
| 2         | Unione Sovietica | 3 | 3 | 2 | 8      |
| 3         | Svezia           | 1 | 0 | 0 | 1      |
| 4         | Ungheria         | 0 | 2 | 3 | 5      |
| 5         | Polonia          | 0 | 1 | 2 | 3      |
| 6         | Italia           | 0 | 1 | 0 | 1      |
| Totale    | Totale           | 8 | 8 | 8 | 24     |